# Hardys KFZ-Service
Hardys KFZ-Service wird von unterschiedlichen Quellen als ein deutscher Hersteller von Automobilen geführt.

## Unternehmensgeschichte
Hardy Kalitzki (* 4. April 1958; † 4. April 2014) gründete das Unternehmen 1985 in Berlin. Der Firmensitz befand sich (zumindest 1991 und 1992) an der Franklinstraße 15. Das letzte bekannte Lebenszeichen findet sich im Replica & Cabrio Katalog, Ausgabe 1992/93. Es ist nicht bekannt, ob es eine Verbindung zu Pilgrim Cars gab, die ein namensgleiches ähnliches Modell anboten.

## Produktion von Automobilen
Die Ausgaben 1991 und 1992/93 des Replica & Cabrio Katalog bezeichnen Hardy als Hersteller von Kraftfahrzeugen. Allcarindex.com bestätigt dies, verwendet allerdings den englischen Begriff Production info. In der Schweizer Automobil Revue vom 21. Dezember 1989 wird das Unternehmen als Hersteller bezeichnet. Allerdings wird trotz gleicher Adresse die Firma mit Hardy-Motors angegeben. Vor Dezember 1989 war ein Fahrzeug beim TÜV.

## Angebot und Vermarktung von Automobilen
Ab 1987 wurden Kraftfahrzeuge unter dem Markennamen Hardy angeboten. Allcarindex.com bestätigt die Vermarktung ab 1987 und den Markennamen. Für Ende 1989, 1991 und 1992 gibt es weitere Belege für das Angebot. Allcarindex.com zufolge endete 1990 die Vermarktung.

## Modelle
Lediglich Allcarindex.com verwendet den Begriff Kit Car. Es gibt in der Literatur keinen Hinweis darauf, dass Hardy Bausätze anbot oder das Fahrgestell eines (gebrauchten) Autos verwendete.
Im Angebot standen drei verschiedene Modelle, allerdings liegen nur zu einem Modell viele Details vor.

### Hardy Cobra 427
Das erste, ab 1987 angebotene Modell war eine Nachbildung des AC Cobra. In den Replica-Katalogen von 1991 und 1992 wird dieses Modell nicht beschrieben.

### Hardy Bulldog Roadster
1988 erschien der Hardy Bulldog Roadster. Das offene zweisitzige Fahrzeug im Nostalgie-Stil ähnelte entfernt einem MG TF von 1953. Die Basis bildete ein Vierkantrohrrahmen. Die Karosserie bestand aus GFK. Für den Antrieb sorgte ein Motor des Ford Sierra mit 2000 cm³ Hubraum und 100 PS. Damit war eine Höchstgeschwindigkeit von etwa 200 km/h möglich. Die Automobil Revue gibt an, dass der TÜV dem Fahrzeug mit einem 120-PS-Motor diese Höchstgeschwindigkeit bescheinigte. Alternativ stand ein V6-Motor vom Ford Scorpio zur Verfügung. Das Fahrzeug war laut Quelle 300 cm lang (sic!), 165 cm breit und mit Verdeck 135 cm hoch. Damit war es wesentlich kürzer als das Vorbild, das 374 cm maß. Das Leergewicht war mit 800 kg bzw. 920 kg angegeben. Der Preis für ein Komplettfahrzeug wurde Ende 1989 mit etwa 42.500 DM beziffert. 1992 betrug er 45.900 DM. Zahlreiches Zubehör wie Ledersitze, Sitzheizung, Zusatzscheinwerfer, Fünfganggetriebe oder Automatik war gegen Aufpreis lieferbar.
Modellpflege fand auch statt. So sorgte bis 1991 im Basismodell ein ungeregelter Katalysator für Schadstoffarmut. Zunächst gegen Aufpreis sowie ab 1992 serienmäßig war ein Drei-Wege-Katalysator. Die Automobil Revue schrieb dagegen bereits Ende 1989 über einen geregelten Katalysator, der die US-SB-Norm erfüllt. In Planung befand sich seit 1991 eine Version mit einem Vierzylindermotor von Opel mit 2000 cm³ Hubraum.

### Viersitzige Variante des Hardy Bulldog Roadster
Ab 1990 wurde zusätzlich eine viersitzige Variante angeboten. Die Automobil Revue bestätigt, dass dieses zumindest geplant war. In den Replica-Katalogen von 1991 und 1992 findet sich zu diesem Modell allerdings keine Beschreibung.

## Persönliches

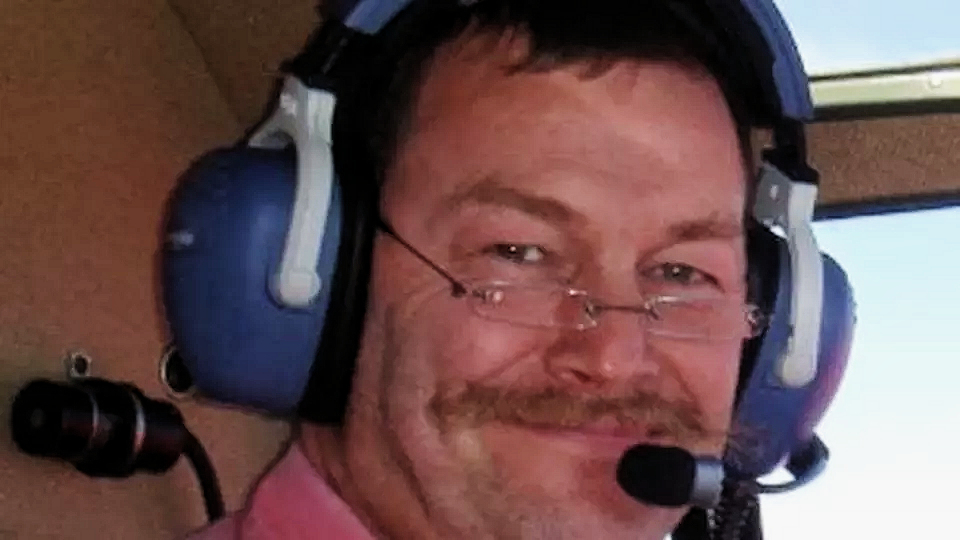
Hardy Kalitzki

Hardy Kalitzki ist an seinem 56. Geburtstag bei der Überführung einer zweimotorigen Piper PA-24-250 Comanche im Auftrag eines amerikanischen Kunden auf dem Weg nach New York in den Apenninen am Monte Casarola von Genua kommend tödlich verunglückt. Italienische Bergungsmannschaften entdeckten seinen Leichnam zwei Tage später. Hardy Kalitzki hatte über 12.000 Flugstunden und mehr als 990 Atlantiküberquerungen in seinem Logbuch. Er hinterließ eine Tochter und seine Mutter.